# ستيفن كويل
ستيفن كويل (بالإنجليزية: Steven Quale) (و. 1967  م) هو كاتب سيناريو، ومصور سينمائي، ومخرج أفلام، ومونتير أمريكي، ولد في إيفانستون.

## وصلات خارجية
- ستيفن كويل على موقع IMDb (الإنجليزية)
- ستيفن كويل على موقع ألو سيني (الفرنسية)
- ستيفن كويل على موقع أول موفي (الإنجليزية)
- ستيفن كويل على موقع بوكس أوفيس موجو (الإنجليزية)
- ستيفن كويل على موقع قاعدة بيانات الأفلام السويدية (السويدية)
- ستيفن كويل على موقع قاعدة بيانات الفيلم (الإنجليزية)
- ستيفن كويل على موقع كينوبويسك (الروسية)